# イーライ・ホイットニー・ブレイク
イーライ・ホイットニー・ブレイク・シニア（Eli Whitney Blake, Sr.、1795年1月26日ないし27日 – 1886年8月18日）は、特に砕石機 (stone-crushing machine) の発明で知られたアメリカ合衆国の発明家。また、兄弟であるフィロス (Philos) とともに、最初の商業的な彫り込み錠を作成したともされている。
2007年には砕石機の発明の功績によって、全米発明家殿堂入りとなっている。

## 経歴
ブレイクは、マサチューセッツ州ウェストバラに生まれた。
ブレイクは、レスター・アカデミーに学んだ。1816年にはイェール大学を卒業し、その後、1817年にコネチカット州リッチフィールドのリッチフィールド・ロー・スクール (Litchfield Law School) で法律を学んだ。しかし、程なくして、おじイーライ・ホイットニーの求めに応じ、法曹に進むことをやめて、ウェストビルに銃器工場を新設する手助けをすることになった。新設された工場で、ブレイクは機械類に重要な改良を加え、また、銃器製造の工程を改善した。
1822年には、エリザ・マリア・オブライエン (Eliza Maria O'Brien) と結婚し、やがて二人の間には12人の子どもたちが生まれた。
1825年にホイットニーが死去すると、ブレイクは、フィロスと共同事業を組み、おじの事業を継承した。1836年には、もうひとりの兄弟ジョン・A (John A.) が加わり、ブレイク・ブラザーズ (Blake Brothers) という名義で、自分たちが発明したドアの錠前や留め金を製造する工場を、ウェストビルに建設した。この事業はその後成長して、キャスター (移動用部品) や蝶番、その他の金物類も製造するようになったが、その製品のほとんどは、特許を得ているものであった。ブレイク・ブラザーズは、この方面では先駆的な企業のひとつであり、長く業界における上位企業であり続けた。
1852年、ブレイクは市街地の街路をマカダム舗装化していく事業の監督に任じられ、砕石に使える適切な機器が不足していたことに関心を向けるようになった。1855年には、コネチカット州ニューヘイブンで最初の舗装工事が行われた。砕石に関する問題は、1857年にブレイク砕石機 (the Blake stone breaker) の発明によって解決されたが、この機械は独自性、単純性、効率性は、専門家たちの間でも、ユニークなものだと正当に評価された。1858年には特許もとった。
ブレイクは、コネチカット科学アカデミー (Connecticut Academy of Science) の創設メンバーのひとりであり、数年間は会長も務めた。また、『American Journal of Science』などの定期刊行物に様々な論文を発表したが、中でも重要なものを選んで編集したものが、1882年に『Original Solutions of Several Problems in Aërodynamics』に1冊にまとめられて出版された。

## 家族
ブレイクは、綿繰り機の発明者であるイーライ・ホイットニーの甥であった。また、科学者イーライ・ホイットニー・ブレイク・ジュニアの父である。